# Soquete 4

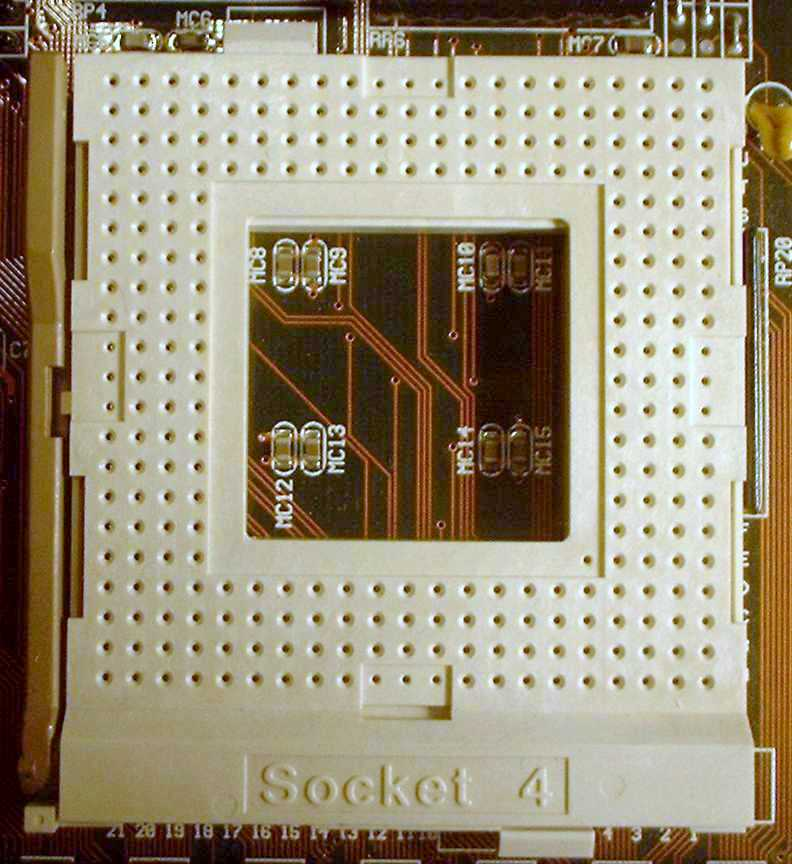
Soquete 4.

Soquete 4, apresentado em 1993, foi o primeiro soquete desenvolvido para os novos processadores Pentium P5 da Intel. Foi o único  soquete de 5 volts para o Pentium, sendo sucedido pelo Soquete 5 de 3.3 volts. O soquete 4 suporta o Pentium OverDrive, o qual permite chips rodando a 120 MHz (para os Pentium 60 MHz) e 133 MHz (para os Pentium 66 MHz), possuindo 273 contatos e uma frequência de barramento frontal de 60,66 MT/s.